# 宮崎市清武総合運動公園
宮崎市清武総合運動公園（みやざきしきよたけそうごううんどうこうえん）は宮崎市清武町にある総合運動公園。
元々は清武町の町営施設だったが、2010年の宮崎市への編入に伴い、同市営の施設となった。
野球場は、2000年代まで読売ジャイアンツ2軍チームがキャンプの会場として使用していた。2013年から2020年まで韓国プロ野球・斗山ベアーズの春季キャンプ地だった。2015年より2月は主にオリックス・バファローズのキャンプ会場として利用される。2016年から2018年までは韓国プロ野球ハンファ・イーグルスの秋季キャンプ地として利用された。

## 施設
- 野球場「SOKKENスタジアム」
  - 両翼100m[2]、中堅122m[2]
  - 内野席2840席、外野席2660席（合計5500人収容）
  - 電光スコアボード
  - 開催された大会：読売巨人軍2軍キャンプ、オリックス・バファローズ1軍キャンプ、第97回全国高等学校野球選手権大会宮崎県大会（2015年）（本来予定していた宮崎市生目の杜運動公園アイビースタジアムで予定されていた3回戦・2試合の開催が雨天順延の影響で使用できなかったための代替処置として）。2021年に発足した九州アジアリーグの大分B-リングスが2021年に試合（琉球ブルーオーシャンズとの交流戦）を開催した[3]が、2022年以降は実施（および予定）がない。また、2023年よりリーグに加盟した宮崎サンシャインズは同年に3試合を予定し[4]、6月9日に最初の試合が実施された[5]。最終的にその他の試合は中止（他球場に振替）となり、初年度の公式戦は1試合だった[6]。
  - 球場の愛称である「SOKKENスタジアム」は、公募によるもので、日向国生まれの儒学者・安井息軒にちなむ。
- 第二野球場
  - グラウンドサイズはSOKKENスタジアムに同じ。
  - 電光得点板あり。球場周辺は高防球ネットが設置。内野は黒土・外野は天然芝。放送設備もあり。バックネット裏と両側ベンチサイドにスタンド（バックネット裏60席・1・3塁側各100席・合計260席）あり。
- 多目的広場
  - 球技場としてサッカー・ラグビーのコート1面分（150m×80m・ティフトン天然芝）が取れる
- 多目的グラウンド
  - ソフトボール・軟式野球グラウンドとして、150m四方のグラウンド2面がある。なお軟式野球は少年野球のみに用途を限定。サッカー・ラグビーにも使用可能。ナイターあり オリックスがキャンプに使用する際は、投手陣のトレーニングや基礎トレーニングが行われる。
- 弓道場
  - 近的10人立ち・遠的可能・四半的場完備
- テニスコート（第1コート3面　屋内オムニコート、第2コート9面　オムニコート）
- 屋内球技場（人工芝）「日向夏ドーム」
- 「日向夏ドーム」併設のトレーニングルーム
- ふれあい広場
- わくわく広場

### 野球場・屋内球技場の愛称について
2014年2月、野球場と屋内球技場をそれぞれ「SOKKENスタジアム」と「日向夏ドーム」に制定した。野球場の愛称は、清武町出身の儒学者である安井息軒の業績をたたえて、また屋内球技場は、宮崎市の特産品・日向夏にちなむものである。

### 今後の整備について
2014年に野球場のスタンド改修を実施したほか、2015年9月に第2球場が設置された。

## 交通
- JR九州・清武駅下車、徒歩30-40分、自動車10分
- 東九州自動車道・清武インターチェンジから3分
- 東九州自動車道・清武南インターチェンジから5分